# Tourniquet (группа)
Tourniquet (с англ. Жгут) — христианская метал-группа, которая была образована в 1989 году в Лос-Анджелесе, штат Калифорния. Коллектив был основан Тедом Киркпатриком, Гаем Риттером и Гари Ленером. Tourniquet в основном исполняет смесь трэш-метала, прогрессива и неоклассического метала, и также на нее влияют дополнительные, не рок-формы музыки, такие как: классическая и этническая музыка. Коллектив получил шесть номинаций на премию GMA Dove Award и множество признаний от читателей журнала HM, в том числе «Любимая группа 1990-х» и «Любимый альбом 1990-х» за Pathogenic Ocular Dissonanse (1992). Группа выпустила десять студийных альбомов, два сборника, один EP и несколько видео-релизов. Tourniquet продал более 300 000 альбомов. В дополнение к использованию классической музыки, группа известна тем, что она часто использует медицинскую терминологию в названиях альбомов, песен и текстов.
Текущий состав Tourniquet состоит из Теда Киркпатрика (барабаны) и Аарона Герры (гитара, вокал, бас). в записи альбома Moth And Rust Destroy (2003) также принимал участие гитарист группы Megadeth Марти Фридман и Брюс Франклин из Trouble.
Группа названа в честь жгута (хирургическое устройство для остановки кровотечения путем сжатия кровеносного сосуда). По мнению группы, жгут — это метафора «пожизненного духовного процесса, посредством которого личный Бог через искупительную кровь, смерть и воскресение Своего единственного Сына — Иисуса Христа — может начать останавливать движение по жизни без знаний и служить нашему Создателю. Он наш Жгут».

## История

### Классический состав (1989—1993)
Группа была образована в 1989 году барабанщиком Тедом Киркпатриком, вокалистом Гаем Риттером и гитаристом/вокалистом Гэри Ленэром. Киркпатрик ранее выступал в чикагской дум-металлической группе Trouble.
Свой первый студийный альбом под названием Stop the Bleeding группа выпустила в 1990 году. Он был продюсирован Биллом Метойером из Metal Blade Records и выпущен на Intense Records. Запись можно считать известным трэш-металлическим альбомом. Стиль Tourniquet открыл новые горизонты и быстро завоевал поклонников по всему миру. Музыкально альбом продемонстрировал элементы спид-метала 1980-х в духе Mercyful Fate и King Diamond. В этом составе Гай Риттер спел мелодичные вокальные партии, в то время как Гэри Ленэр исполнял более агрессивные. Позднее в состав группы вошли басист Виктор Масиас и соло-гитарист Эрик Мендез. Этот состав группы широко известен как «классический». Группа сняла музыкальное видео на песню Ark of Suffering. Видео на MTV было быстро убрано с эфира из-за жестокого контента, изображающего жестокое обращение с животными. Благодаря этой песне и ее последующему видео группа стала известна своей позицией в отношении прав животных.
В 1991 году Tourniquet отказался от большинства своих металлических влияний 1980-х годов и записал более современно звучащий альбом под названием Psycho Surgery. В песне Spineless группа экспериментировала с рэп-роком в духе Anthrax и Faith No More задолго до того, как стиль стал популярным в конце 1990-х. Второй альбом оказал более заметное влияние, чем первый. Сам Киркпатрик был связан с фармацией, и поэтому не удивительно, что многие тексты песен этой песни используют медицинскую терминологию в качестве метафор для решения социальных/духовных проблем. Некоторые критики описали это так, как будто «Slayer играет Бетховена в слегка переписанном виде». При записи второго альбома коллектив продолжал работать с продюсером Биллом Метойером и подписал дистрибьюторское соглашение с Metal Blade Records, которые выпустили альбом для более широкой аудитории рынка, чем группа могла достигнуть с помощью Stop the Bleeding.
В 1992 году Tourniquet выпустили, как считается, их самый технический и мрачный альбом под названием Pathogenic Ocular Dissonance. Вокалист Гай Риттер становился все более недовольным «тяжелым» музыкальным направлением группы, и он почти не принимал участие в записи более агрессивного материала, которым занималась остальная часть группы. Впоследствии он покинул группу после записи третьего альбома. Этот альбом быстро стал одним из самых популярных альбомов группы среди фанатов Tourniquet. После этого читатели журнала HM признали его любимым альбомом 1990-х годов. Как и предыдущий альбом, Intense Records продает его в христианскую розничную сеть. Люк Истер заменил Риттера, присоединившись к Tourniquet для тура Pathogenic Ocular Dissonance. До этого Tourniquet должен был выступить на фестивале в Милуоке в 1993 году, но сатанист Глен Бентон из Deicide, хедлайнер фестиваля, отказался играть с христианской группой. Фестиваль был вынужден отменить выступление группы. Это принесло большую известность коллективу. В том же году Intense Records выпустили Intense Live Series, Vol. 2. Он был записан между отъездом Риттера и присоединением к группе Люка Истера.

#### Эра хеви-метала (1994—1999)
В 1994 году участники Tourniquet отказались от большей части медицинской терминологии в своих текстах, изменили стиль на более доступный хэви-метал и выпустили свой четвертый альбом Vanishing Lessons. Вскоре после записи альбома к группе присоединился Аарон Герра в качестве замены Мендеса. Metal Blade Records решили не распространять Vanishing Lessons, а Tourniquet продолжал работать исключительно с Intense Records до 1997 года. Вскоре вышел сингл Twilight, который стал первым радиохитом группы. Также был снят клип на песню Bearing Gruesome Cargo.
Вскоре после выпуска Vanishing Lessons группа выпустила EP Carry the Wounded в 1995 году. Некоторые фанаты Tourniquet испытали смешанные чувства по отношению к более мягкому звучанию EP и включению баллады. Позднее группа выпустила сборник The Collected Works of Tourniquet в 1996 году, в который вошли две новые песни Perfect Night for a Hanging и The Hand Trembler. Многие фанаты считают их самыми тяжелыми песнями, которые когда-либо писала группа.
В 1996 году Виктор Масиас покинул группу по собственному желанию из-за теологических разногласий. В этом же году Гэри Ленера попросили покинуть Турникет. После ухода Ленера он и Риттер основали группу Echo Hollow.
В 1997 году группа подписала контракт с Benson Records и выпустила свой пятый альбом Crawl To China. К записи появились противоречивые мнения как критиков, так и фанатов из-за разнообразного экспериментального материала.
Тед Киркпатрик известен своими барабанными соло, и он исполняет их почти на каждом концерте Tourniquet. Многие из этих выступлений были сняты, и в 1997 году эти клипы были скомпилированы на видео-релизе (VHS) который получил название The Unreleased Drum Solos Of Ted Kirkpatrick.
В 1998 году группа записала несколько песен в акустической форме и выпустила их в альбоме под названием Acoustic Archives. Этот выпуск также включал новую песню под названием Trivializing the Momentous, Complicating the Obvious. В том же году Tourniquet выпустил два видео-релиза под названием Guitar Instructional Video и Tourniquet Live in California.

### Возвращение к трэш-металу (2000—2010)
В 2000 году группа снова начала писать более трэш-ориентированные песни. Они подписали контракт с Metal Blade Records и начали работу над шестым альбомом, который получил название Microscopic View of the Telescopic Realm. Эту запись можно считать самым техническим альбомом со времен Pathogenic Ocular Dissonance. Альбом получил восторженные отзывы как от поклонников, так и от критиков.
В 2001 году коллектив переиздал свои первые три альбома на Pathogenic Records. В 2002 году басист Стив Андино после многих выступлений в группе стал официальным участником Tourniquet. Группа играла на различных концертных площадках, пока Аарон Герра не покинул группу по личным причинам.
В 2003 году Тед Киркпатрик, Люк Истер и Стив Андино записали седьмой студийный альбом Tourniquet Where Moth And Rust Destroy. В записи также принимал участие гитарист группы Megadeth Марти Фридман и Брюс Франклин из Trouble. Этот релиз продолжает техническое и прогрессивное направление группы. В том же году группа выпустила два DVD. Первый, Ocular Digital, включает в себя живое шоу из их выступления в 2001 году на голландском фестивале под названием Flevo Festival, и концерт 1991 года в Эскондидо, Калифорния — первый концерт Tourniquet за всю историю. Второй релиз DVD под названием Circadian Rhytms — The Drumming World of Ted Kirkpatrick, в котором содержится множество недавно записанных барабанных соло, а также DVD-версию Unreleased Drum Solos Of Ted Kirkpatrick. Также в записе Тед отвечает на вопросы фанатов и проводит зрителям тур по его обширной коллекции бабочек и насекомых у него дома.
Аарон Герра вернулся в группу в 2005 году, и стал время от времени появляться на концертных мероприятиях как в США, так и за рубежом. Известные шоу включают фестиваль Elements of Rock в Швейцарии и Bobfest в Швеции. Запись концерта с Bobfest была выпущена на DVD под названием Till Sverige Med Kärlek (по-шведски «В Швецию с любовью») в 2006 году.
Изменения в составе (с 2010 года по настоящее время)
22 февраля 2010 года Blabbermouth.net сообщил, что Tourniquet запишет новый альбом весной с известным продюсером Нилом Керноном. Киркпатрик также объявил о планах выпустить сольный альбом и игру на барабанах с классической музыкой. 10 ноября Tourniquet объявила о партнерстве с Kickstarter.com для финансирования записи альбома. На своей странице в Facebook группа объявила, что альбом будет называться Antiseptic Bloodbath. В том же году группа переиздала Tourniquet Live In California на DVD.
В 2014 году Киркпатрик использовал Kickstarter.com для финансирования и выпуска альбома под названием Onward To Freedom. Киркпатрик на тот момент был единственным участником группы, хотя в записи участвовали и другие участники коллектива, а также ряд приглашенных музыкантов. 28 декабря 2015 года вокалист Люк Истер покинул группу.
В конце 2017 года коллектив начал записывать свой десятый студийный альбом. Вначале 2018 года группа объявила, что альбом выйдет в ближайшее время. 17 марта 2018 года объявили, что Дин Кастроново (Fear Factory) исполняет вокал для заглавного трека альбома. Месяц спустя Tourniqet объявили состав заглавного трека, завершив Крисом Поландом на соло-гитаре. Альбом Gazing at Medusa был выпущен в 2018 году. В 2019 году Tourniquet выпустил сборник своих лучших композиций под названием The Epic Tracks.
14 февраля 2020 года группа на своей странице в Facebook объявила что записывает новый альбом.

## Участники

#### Текущий состав
- Тед Киркпатрик — барабаны (с 1989 года по настоящее время), бас (1989—1990 годы, 1996—1998 годы, 1998—2002 годы, 2008 год — настоящее время)
- Аарон Герра — гитара, вокал (1994—2003, 2005-настоящее время), бас (студия, 2008-настоящее время)

#### Текущие живые музыканты
- Лес Карлсен — вокал (1993, 2018 — настоящее время)
- Энди Робинс — бас (с 2017 года по настоящее время)
- CJ Grimmark — гитары (с 2019 года по настоящее время)

#### Бывшие участники
- Гай Риттер — вокал (1989—1993)
- Гэри Ленэр — гитара, вокал (1989—1996)
- Эрик Мендез — гитара (1990—1993)
- Виктор Масиас — бас (1990—1996)
- Винс Деннис — бас (1998)
- Стив Андино — бас (2002—2008)
- Люк Истер — вокал (1993—2015)

#### Бывшие живые музыканты
- Рон Хольцнер — бас
- Джейсон Робисон — вокал (2017-настоящее время)
- Джейми Хенн — гитары (с 2017 подарками)

#### Сессионные музыканты
- Марк Льюис — гитара (1990)
- Дин Кастроново — вокал (2018)
- Тим "Риппер" Оуэнс — вокал (2018)
- Крис Польша — гитара (2018)

## Дискография
Студийные альбомы
- Stop the Bleeding (1990)
- Psycho Surgery (1991)
- Pathogenic Ocular Dissonance (1992)
- Vanishing Lessons (1994)
- Crawl to China (1997)
- Microscopic View of a Telescopic Realm (2000)
- Where Moth and Rust Destroy (2003)
- Antiseptic Bloodbath (2012)
- Onward to Freedom (2014)
- Gazing at Medusa (2018)

Живые альбомы
- Intense Live Series, Vol. 2 (1993) (also known as Recorded Live, Vol. 2)
- Live in California — 1998 (2010)

Сборники
- The Collected Works of Tourniquet (1996)
- Acoustic Archives (1998)
- The Epic Tracks (2019)

EP
- Carry the Wounded (1995)

Видео
- Ark of Suffering (1991) — Music video
- Video Biopsy (1992) — VHS
- Pushin' Broom Video (1995) — VHS
- The Unreleased Drum Solos of Ted Kirkpatrick (1997) — VHS
- Guitar Instructional Video (1998) — VHS
- Tourniquet Live in California (1998) — VHS
- Video Biopsy (re-release) (2000) — VHS
- Circadian Rhythms — The Drumming World of Ted Kirkpatrick (2003) — DVD
- Ocular Digital (2003) — DVD
- Till Sverige Med Kärlek (To Sweden With Love) (2006) — DVD
- Tourniquet Live in California (re-release) (2012) — DVD